# سیارک ۷۹۶۸
سیارک ۷۹۶۸ (به انگلیسی: 7968 Elst-Pizarro، نامگذاری:1996N2) هفت هزار و نهصد و شصت و هشتمین سیارک کشف شده‌است که در ۱۴ ژوئیه ۱۹۹۶ کشف شد.
قدر مطلق سیارک برابر ۱۴٫۰۰ است.